# Red Cliff Chippewa
Red Cliff Chippewa (Gaa-miskwaabikaag, danas kao Red Cliff Band of Lake Superior Chippewa), jedna od bandi Chippewa Indijanaca koja danas živi na rezervatu Red Cliff Indian Reservation, na jezeru Superior u okrugu Bayfield u Wisconsinu. Glavno im je naselje Gaa-miskwaabikaag (Red Cliff).
Red Cliffi porijeklo vuku od stare bande Kechegummewininewug (Gichigamiwininiwag) ili Lake Superior Chippewa, od kojih su se formirali i Bad River Chippewa s kojima čine čipevsku skupinu La Pointe Chippewa.
Banda Red Cliff tradicionalno se bavila ribarenjem i žetvom divlje vodene riže Zizania aquatica i sakupljam divljeg šumsog bilja. Godine 2012. u osmom mjesecu u planu im je otvaraje plemenskog nacionalnog Frog Bay (Frog Bay Tribal National Park).

## Vanjske poveznice
- Red Cliff Band of Lake Superior Chippewa Indians  Arhivirana inačica izvorne stranice od 28. siječnja 2012. (Wayback Machine)